# Гвинеја Бисао на Светском првенству у атлетици у дворани
Гвинеја Бисао је на до сада одржаних 18 Светских првенстава у дворани учествовали 3 пута. Дебитовала је на 13. Светском првенству 2010. у Дохи и од тада учествовала је још два пута 2012. и 2018 године.
На светским првенствима у дворани Гвинеја Бисао није освајала медаље, тако да се после Светског првенства 2018. на вечној табели освајача медаља налази  на 83. месту у групи земаља које нису освајале медаље. Исто тако атлетичари Гвинеје Бисао никад нису били финалисти неке од дисциплина (првих 8 места), па никад нису били ни на табелама успешности појединих првенстава.
| Место | СП у дворани  |   |   |   |   |
| =<83  | Гвинеја Бисао | 0 | 0 | 0 | 0 |

## Освајачи медаља на светским првенствима у атлетици у дворани
Нису освајане медаље.

## Учешће и освојене медаље Гвинеје Бисао на светским првенствима у дворани
| Учешће и освојене медаље Гвинеје Бисао на СП | Учешће и освојене медаље Гвинеје Бисао на СП | Учешће и освојене медаље Гвинеје Бисао на СП | Учешће и освојене медаље Гвинеје Бисао на СП | Учешће и освојене медаље Гвинеје Бисао на СП | Учешће и освојене медаље Гвинеје Бисао на СП | Учешће и освојене медаље Гвинеје Бисао на СП | Учешће и освојене медаље Гвинеје Бисао на СП | Учешће и освојене медаље Гвинеје Бисао на СП | Учешће и освојене медаље Гвинеје Бисао на СП | Учешће и освојене медаље Гвинеје Бисао на СП | Учешће и освојене медаље Гвинеје Бисао на СП | Учешће и освојене медаље Гвинеје Бисао на СП | Учешће и освојене медаље Гвинеје Бисао на СП | Учешће и освојене медаље Гвинеје Бисао на СП | Учешће и освојене медаље Гвинеје Бисао на СП | Учешће и освојене медаље Гвинеје Бисао на СП | Учешће и освојене медаље Гвинеје Бисао на СП |
| СП                                           | Учесника                                     | Муш.                                         | Жене                                         | дисц.                                        |                                              |                                              |                                              |                                              | Пласман                                      | 4.М                                          | 5.М                                          | 6.М                                          | 7.М                                          | 8.М                                          | УК фин.                                      | Пл. ТУ                                       | Детаљи                                       |
| -------------------------------------------- | -------------------------------------------- | -------------------------------------------- | -------------------------------------------- | -------------------------------------------- | -------------------------------------------- | -------------------------------------------- | -------------------------------------------- | -------------------------------------------- | -------------------------------------------- | -------------------------------------------- | -------------------------------------------- | -------------------------------------------- | -------------------------------------------- | -------------------------------------------- | -------------------------------------------- | -------------------------------------------- | -------------------------------------------- |
| 1987.—2008.                                  | Није учествовала'                            | Није учествовала'                            | Није учествовала'                            | Није учествовала'                            | Није учествовала'                            | Није учествовала'                            | Није учествовала'                            | Није учествовала'                            | Није учествовала'                            | Није учествовала'                            | Није учествовала'                            | Није учествовала'                            | Није учествовала'                            | Није учествовала'                            | Није учествовала'                            | Није учествовала'                            | Није учествовала'                            |
| 2010. Доха                                   | 1                                            | 1                                            | 0                                            | 1                                            | 0                                            | 0                                            | 0                                            | 0                                            | -                                            | 0                                            | 0                                            | 0                                            | 0                                            | 0                                            | 0                                            | 0                                            | [ 1 ]                                        |
| 2012. Истанбул                               | 2                                            | 1                                            | 1                                            | 2                                            | 0                                            | 0                                            | 0                                            | 0                                            | -                                            | 0                                            | 0                                            | 0                                            | 0                                            | 0                                            | 0                                            | 0                                            | [ 2 ]                                        |
| 2014.—2016.                                  | Није учествовала'                            | Није учествовала'                            | Није учествовала'                            | Није учествовала'                            | Није учествовала'                            | Није учествовала'                            | Није учествовала'                            | Није учествовала'                            | Није учествовала'                            | Није учествовала'                            | Није учествовала'                            | Није учествовала'                            | Није учествовала'                            | Није учествовала'                            | Није учествовала'                            | Није учествовала'                            | Није учествовала'                            |
| 2018. Бирмингем                              | 1                                            | 1                                            | 0                                            | 1                                            | 0                                            | 0                                            | 0                                            | 0                                            | -                                            | 0                                            | 0                                            | 0                                            | 0                                            | 0                                            | 0                                            | 0                                            | [ 3 ]                                        |
| Укупно (3)                                   | 4                                            | 3                                            | 1                                            |                                              | 0                                            | 0                                            | 0                                            | 0                                            | -                                            | 0                                            | 0                                            | 0                                            | 0                                            | 0                                            | 0                                            | 0                                            |                                              |

## Преглед учешћа спортиста Гвинеје Бисао и освојених медаља по дисциплинама на СП у дворани
Стање после СП 2018.
| Дисциплина | Период | Период   | Укупно | Мушки | Жене |   |   |   |   |
| Дисциплина | Прво   | Последње | Укупно | Мушки | Жене |   |   |   |   |
| ---------- | ------ | -------- | ------ | ----- | ---- | - | - | - | - |
| 60 м       | 2010   | 2018     | 1      | 1     | 0    | 0 | 0 | 0 | 0 |
| 400 м      | 2012   | 2012     | 1      | 0     | 1    | 0 | 0 | 0 | 0 |
| Укупно (2) |        |          | 2      | 1     | 1    | 0 | 0 | 0 | 0 |

Разлика у горње две табеле за 2 мушка такмичара настала је у овој табели, јер је сваки такмичар без обзира колико је пута учествовао на првенствима и у колико разних дисциплина на истом првенству, рачунат само једном.

## Национални рекорди постигнути на светским првенствима у дворани
| Није било националних рекорда |

## Занимљивости
- Најмлађи учесник — мушкараци: Холдер да Силва, 22 год и 49 дана
- Најмлађи учесник — жене:  —   Грасијела Мартинс, 24 год и 339 дана
- Најстарији учесник - мушкарци: Холдер да Силва,  30 год и 40 дана
- Најстарији учесник - жене:    — Грасијела Мартинс, 24 год и 339 дана
- Највише учешћа: 3 х   Холдер да Силва
- Прва медаља:  —
- Најмлађи освајач медаље — мушкарци:  —
- Најстарији освајач медаље — мушкарци:  —
- Најмлађи освајач медаље — жене: —
- Најстарији освајач медаље — жене: —
- Прва златна медаља: -
- Највише медаља:  —
- Најбољи пласман Гвинеје Бисао по билансу медаља: —
- Најбољи пласман Гвинеје Бисао на табела успешности:  —